# Adigueisk
Adigueisk (en ruso: Адыгейск, en adigué: Адыгэкъалэ Adəgăqală) es una ciudad de la república de Adigueya, en Ciscaucasia, en Rusia, cerca del límite de esta república con el krai de Krasnodar. Las ciudades más cercanas son Krasnodar, a unos 20 km al noroeste y Goriachi Kliuch, unos 28 km al sur. La capital de la república, Maikop, está a unos 78 km al sudeste. Está situada en el extremo suroeste del embalse de Krasnodar.
Es un ókrug urbano municipal (Ciudad de Adigueisk) al que pertenecen el aul de Gatlukai y el jútor de Psekups.

## Historia
Adigueisk fue fundada en 1969 con el nombre de Adigueiski (Адыгейский) con motivo de la construcción del embalse de Krasnodar, para reasentar a la gente desplazada por el llenado del embalse. Recibió ese nombre debido a la gran cantidad de adigueses que había entre las 8.000 personas que fueron realojadas. Fue renombrada Teuchezhsk (Теучежск), por el poeta adigué Zug Teuchezh, en 1976, momento en que se le otorgó el estatus de ciudad, y más tarde como Adigueisk en 1992.

## Demografía
| 1979  | 1989   | 1992   | 2002   | 2008   | 2010   |
| ----- | ------ | ------ | ------ | ------ | ------ |
| 9 700 | 12 548 | 12 600 | 12 209 | 12 264 | 12 226 |

## Cultura y lugares de interés
Adigueisk cuenta con un museo étnográfico abierto en 1994 así como tres bibliotecas y en total 14 centros docentes diferentes. Entre la oferta cultural de la ciudad cabe destacar el Centro de Cultura Popular Adigué y la mezquita, que es el edificio más remarcable de la ciudad.

## Economía y transporte
La economía de la ciudad se basa ante todo en empresas de la industria de productos alimenticios. Entre estas figuran una panificadora y una lechería que se especializa también en la fabricación del queso adigué de leche de cabra. Los alrededores de la ciudad están explotados agrícolamente. Una parte considerable de la población de Adigueisk trabaja en la cercana Krasnodar.
Por la ciudad pasa la carretera nacional M4 que conduce en dirección sur hasta la costa del mar Negro y en dirección norte pasa por Krasnodar en dirección a Rostov del Don. A ocho kilómetros de la localidad pasa el ferrocarril del Cáucaso Norte.